# Intérieur à Nice (Matisse, Chicago)
Pour les articles homonymes, voir Intérieur à Nice.
Intérieur à Nice est un tableau réalisé par le peintre français Henri Matisse en 1919 ou 1920, pendant sa période niçoise. Cette huile sur toile représente l'intérieur d'une chambre d'hôtel de Nice qui s'ouvre par une porte sur un balcon d'où une femme assise regarde le spectateur, tournant le dos à la Méditerranée. Son modèle est Antoinette Arnoud. Don de Madame Gilbert W. Chapman en 1956, l'œuvre est aujourd'hui conservée à l'Art Institute of Chicago, à Chicago, dans l'Illinois, aux États-Unis.